# Бошко Перинський
Бошко Перинський (мак. Бошко Перински; 1950, Лазарополе, Гостивар — 2008, Скоп'є) — македонський письменник і афорист.

## Біографія
Перинський народився в 1950 році в селі Лазарополе. З 1983 року почав публікувати афоризми в часописах Остен, Студенски збор, Вечер, на програмах МРТВ . Його афоризми перекладені та видані на словацькій (інформаційний бюлетень словацьких письменників «Літературний тижневик»), сербські («Јеж») та болгарські («Стршел») журнали гумору та сатири. У Габрово, Болгарія в 1997 році завоював 3-тє місце в 13-му Міжнародному бієнале в Будинку гумору і сатири в мистецтві. Він має свої афоризми в «Антології балканського афоризму», складеному македонським сатириком Василем Толескі. Переможець перших нагород на македонському фестивалі гумору та сатири «In Vinica Veritas».
- 1993 р. Перше місце в категорії Афоризми;
- 1994 р. Перша премія в категорії «Епіграми»;

Помер у 2008 році в Скоп'є.